# Angaur

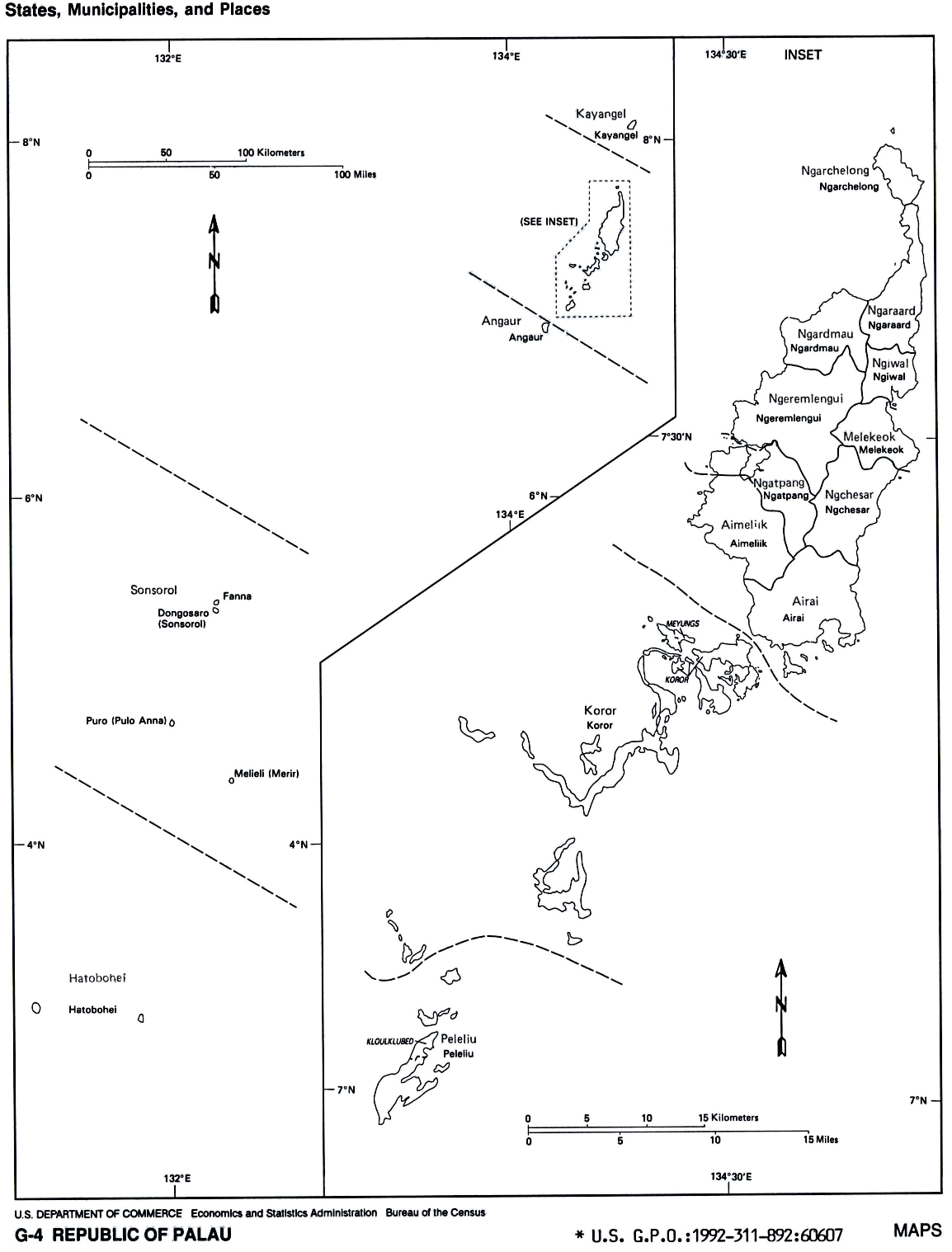
Karta over Palaus delstater

Angaur (även Ngeaur) är en ö och delstat i Palau i västra Stilla havet.

## Historia
Ön hade stora fosfatlager som bröts från 1909 av först Kejsardömet Tyskland, därefter Japan och slutligen USA tills lagren tog slut kring 1954. Under andra världskriget utspelades slaget om Angaur mellan den 17 september och den 30 september 1944 mellan Japan och USA. Mellan åren 1945 och 1978 drev den amerikanska kustbevakningen LORSTA Palau, en radiostation inom LORAN-navigationssystemet (LOng RAnge Navigation), på Angaur.
2003 tillät den palauanska regeringen kasinospel på ön. Turism är en viktig inkomstkälla för Angaur som är en populär plats för surfning och dykning. De officiella språken på ön är "angaur" (en variant av palauiska), engelska och japanska.

## Geografi
Angaur ligger ca 60 km sydväst om huvudön Babeldaob och utanför dess korallrev. Geografiskt ligger ön bland Karolinerna i Mikronesien. De geografiska koordinaterna är 06°54′ N och 134°08′ Ö. Ön är en låg korallö och har en sammanlagd areal om ca 8 km². Befolkningen i Angaur-state uppgår till cirka 188 invånare som bor i två byar Rois och Ngaramasch på öns västra del. Huvudorten är Ngaramasch. Öarna kan nås med fartyg och har även en liten flygplats för lokalt flyg på öns östra del.